# بيت الصريمي (الحيمة الداخلية)

تعديل مصدري - تعديل

بيت الصريمي هي إحدى قرى عزلة بلاد القبائل بمديرية الحيمة الداخلية التابعة لمحافظة صنعاء، بلغ تعداد سكانها 114 نسمة حسب تعداد اليمن لعام 2004.